# لويس كاريون
لويس كاريون (بالإسبانية: Luis Carrión) هو مدرب كرة قدم ولاعب كرة قدم إسباني، ولد في 7 فبراير 1979 في برشلونة في إسبانيا. شارك مع منتخب إسبانيا تحت 18 سنة لكرة القدم. أما مع النوادي، فقد لعب مع خيمناستيك طركونة وديبورتيفو ألافيس ونادي برشلونة ب ونادي برشلونة ج ونادي قرطبة ونادي مليلية.

## وصلات خارجية
- لويس كاريون على موقع قاعدة بيانات كرة القدم.إي يو (الإنجليزية)
- لويس كاريون على موقع Soccerway.com (الإنجليزية)
- لويس كاريون على موقع عالم كرة القدم.نت (الإنجليزية)